# جامعة ترانسيلفانيا في براشوف (رومانيا)
جامعة ترانسيلفانيا في براشوف (بالرومانية:Universitatea Transilvania din Brașov) هي مؤسسة حكومية للتعليم العالي في مدينة براشوف في رومانيا. تأسست الجامعة عام 1948 ويوجد في الجامعة 16 كلية، وهي تتسع لما مجموعه 25,000 طالب وفيها 800 معلم، أختصار الجامعة (UTBv).